# Starrcade (2000)
L'édition 2000 de Starrcade est une manifestation de catch organisée le 17 décembre 2000 à Washington, D.C. par la World Championship Wrestling (WCW). Il s'agit de la 18e et dernière édition de ce spectacle annuel, la WCW étant racheté par la World Wrestling Federation en mars. Dix matchs sont organisés au cours de cette soirée et quatre d'entre eux sont des matchs de championnat. Crowbar défend son titre de champion hardcore face à Terry Funk. Le champion des États-Unis Bill DeMott affronte Shane Douglas. Les champions du monde par équipe Chuck Palumbo et Shawn Stasiak mettent leur titre en jeu face à Kevin Nash et Diamond Dallas Page. Enfin, le match phare est la défense du championnat du monde poids-lourds de Scott Steiner face à Sid Vicious. Seulement 6 596 ont assisté à ce spectacle dans une salle pouvant en accueillir un peu plus de 20 000 et 44 000 ont regardé ce spectacle à la télévision en paiement à la séance.

## Contexte

### Rivalité entre Scott Steiner et Sid Vicious
La rivalité principale oppose Scott Steiner à Sid Vicious. Steiner a remporté le titre de championnat du monde poids-lourds de la WCW à Mayhem le 26 novembre après sa victoire sur Booker T. Au lendemain de cette victoire, Vicious est annoncé comme étant le challenger pour le titre poids-lourds. Le 4 décembre, Vicious a attaqué Oklahoma (en) avant que Mike Sanders ne demande aux agents de sécurité de l'arrêter.

### Rivalité entre Goldberg et Lex Luger
Le 2 octobre, Vince Russo (le responsable de l'équipe créative et figure d'autorité à l'écran) a dit a Goldberg qu'il est prêt à lui accorder pour le championnat du monde poids-lourds de la WCW que s'il égale sa série d'invincibilité de 176 victoires qu'il a établi de ses débuts jusqu'à Starrcade 1998 et s'il échoue il est renvoyé. Le 30 octobre, Lex Luger a défié Goldberg et les deux hommes se sont affrontés à Mayhem où Goldberg est sorti vainqueur,. Un match revanche est annoncé peu de temps après à Starrcade, et Luger a attaqué à plusieurs reprises son rival ainsi que The Sarge (en) (l'entraîneur de Goldberg) le 6 décembre.

### Rivalité entre Kevin Nash et les Natural Born Thrillers
À l'automne 2000, plusieurs catcheurs formés au Power Plant (Mike Sanders, Sean O'Haire, Mark Jindrak, Shawn Stasiak, Reno, Chuck Palumbo et Johnny the Bull), l'école de catch de la WCW, se sont réunis au sein d'un clan appelé les Natural Born Thrillers (en) dont Kevin Nash est le mentor. Le 6 novembre, Stasiak fait perdre volontairement un match pour le championnat du monde poids-lourds de la WCW entre Nash et Booker T. À Mayhem Nash et Diamond Dallas Page ont remporté le championnat du monde par équipe de la WCW détenu par Palumbo et Stasiak. Le 4 décembre, le titre leur est retiré par Mike Sanders (qui est devenu commissionnaire) car à Mayhem Nash a fait le tombé sur Stasiak alors que Palumbo est son adversaire légal. Un match revanche entre les deux équipes est alors annoncé.

## Déroulement
La diffusion commence avec la présentation des commentateurs : Tony Schiavone (en), Mark Madden (en) et Scott Hudson (en). Ils sont rejoints par Chavo Guerrero, Jr qui commente le premier match.
3 Count (Shane Helms et Shannon Moore) affrontent les Jung Dragons (Yun Yang et Kaz Hayashi) ainsi que Jamie Knoble et Evan Karagias dans un Ladder match pour désigner le challenger pour le championnat des poids mi-lourds de la WCW, en décrochant une enveloppe suspendu au centre du ring. L'affrontement commence comme un match par équipe traditionnel où Hayashi fait face à Moore. Après quelques minutes, les trois équipes quittent le ring pour prendre une échelle. 3 Count arrivent en premier sur le ring avec une échelle trouvé sous le ring alors que leurs adversaires vont les chercher sur la rampe menant aux coulisses. Ils montent à l'échelle ensemble mais les Jung Dragons les fait redescendre avant de les projeter hors du ring. Les Jung Dragons tentent ensemble leur chance mais sont délogés par Knoble et Karagias qui utilisent l'échelle comme arme pour mettre à terre mais Yang leur porte un dropkick suivi d'un moonsault d'Hayashi sur les deux hommes au sol avec l'échelle dans les bras. Knoble et Karagias projette Hayashi la tête la première dans une échelle au sol. Knoble tente de décrocher l'enveloppe mais son équipier l'empêche et les deux hommes se disputent sur le ring.

## Tableau des résultats
| #                                                                | Match | Stipulation                                                                                  | Temps |
| ---------------------------------------------------------------- | --- | -------------------------------------------------------------------------------------------- | ----- |
| 1                                                                | 3 Count (Shane Helms et Shannon Moore) battent les Jung Dragons (Yun Yang et Kaz Hayashi) et Jamie Knoble et Evan Karagias          | Ladder match pour désigner les challengers pour le championnat des poids mi-lourds de la WCW | 13:17 |
| 2                                                                | Lance Storm bat Ernest Miller (en)                                                                                                  | Match simple                                                                                 | 07:24 |
| 3                                                                | Terry Funk (c) bat Crowbar | match hardcore pour le championnat Hardcore de la WCW                                        | 10:21 |
| 4                                                                | KroniK (Brian Adams et Bryan Clark) battent Reno et Big Vito (en)                                                                   | Match par équipe                                                                             | 08:18 |
| 5                                                                | Mike Awesome bat Bam Bam Bigelow | Ambulance match                                                                              | 08:35 |
| 6                                                                | General Rection (c) bat Shane Douglas                                                                                               | Match simple pour le championnat des États-Unis de la WCW                                    | 09:48 |
| 7                                                                | Jeff Jarrett et les Harris Brothers (en) (Don et Ron Harris) battent les Filthy Animals (Konnan, Rey Mysterio, Jr. et Billy Kidman) | Match par équipe                                                                             | 12:35 |
| 8                                                                | The Insiders (Kevin Nash et Diamond Dallas Page) battent Perfect Event (Chuck Palumbo et Shawn Stasiak) (c)                         | Match par équipe pour le championnat du monde par équipe de la WCW                           | 12:00 |
| 9                                                                | Goldberg bat Lex Luger | Match simple                                                                                 | 12:00 |
| 10                                                               | Scott Steiner (c) bat Sid Vicious                                                                                                   | Match simple pour le championnat du monde poids-lourds de la WCW                             | 10:15 |
| (c) désigne le(s) champion(s) défendant son titre dans le match. | |                                                                                              |       |